# Geografia del Belize

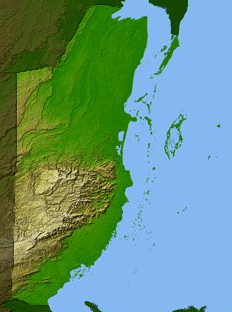
Carta topografica del Belize.

Il Belize (nome che deriva dalla storpiatura spagnola di Wallace, uno dei primi conquistatori inglesi) è adagiato sulla costa sud-orientale della grande e tozza penisola dello Yucatán chiudendo a nord-ovest il Golfo di Honduras. A sud e a ovest confina con il Guatemala: i confini seguono per un breve tratto il corso inferiore del Sarstún, per poi piegare convenzionalmente a nord con una linea pressoché retta fino al Río Azul che delimita, con il Río Hondo nel quale confluisce, la frontiera politica con il Messico. Complessivamente il territorio ha una superficie di 22966 km² e una popolazione che viene valutata intorno ai 453000 abitanti. Appartengono al Belize anche numerose isole disseminate di fronte alla costa, da nord a sud, fino a una distanza massima di 125 miglia.

## Geomorfologia
Il Belize presenta tre regioni geografiche nettamente distinte l'una dall'altra: la prima è costituita dall'entroterra a nord del fiume Sibun che sfocia nel Mar dei Caraibi poco a sud di Belize City; la seconda comprende la zona dei Monti Cockscomb o Monti Maya; la terza raggruppa la stretta fascia costiera e le isole ad essa prospicienti.
La parte settentrionale, compresa tra i fiumi Sibun e Hondo, è molto simile allo Yucatán messicano e al Petén guatemalteco: si tratta di una impalcatura calcarea del Cenozoico, caratterizzata da leggere ondulazioni del terreno per effetto dei movimenti tettonici e tellurici lungo la cresta dell'istmo centro-americano. Le numerose depressioni e vallate formano sovente malsani acquitrini e lagune. Le coste sono ovunque basse e sabbiose, con fondali inadatti all'approdo di qualsiasi nave. La scarsa vegetazione è raccolta nelle depressioni umide, dove assume aspetti tropicali; le alture, che non superano mai i 300 m, sono invece ricoperte di arbusti e piante grasse (Cactus, soprattutto), nonché da bassi pini e formazioni epifitiche.

Zona economica esclusiva del Belize.

La parte meridionale del Belize è invece dominata dai Monti Cockscomb (o Maya), nettamente allacciati, attraverso una serie di corrugamenti terziari, ai rilievi guatemaltechi, di cui ripresentano le caratteristiche, seppure con più estese formazioni d'origine sedimentaria al di sopra della massa granitica. Piuttosto dolce sul versante occidentale, la catena di Cockscomb, che si erge fino a 1122 m, presenta pendii più ripidi sul versante orientale che dà sul Golfo di Honduras: ricompaiono qui le barrancas, i tipici burroni del Guatemala centrale, con precipizi spesso profondi centinaia di metri. Uno di questi burroni forma le magnifiche cascate di Garbutt, situate nella zona più impervia e disabitata della regione. La vegetazione, subtropicale al di sotto dei 400 m, è tropicale ai livelli superiori, dove si registrano forti precipitazioni piovose durante tutto l'anno.
La costa ha un andamento piuttosto irregolare ed è protetta da banchi coralligeni assai recenti, ma in rapido sviluppo grazie alla temperatura molto calda delle acque marine. Questi banchi, spesso di incomparabile bellezza, rendono impossibile alle navi l'approdo lungo quasi tutta la costa: fa eccezione soltanto un varco davanti a Belize City, corrispondente a una «fossa» che si prolunga per alcune centinaia di chilometri nel Mar dei Caraibi allacciandosi alla depressione sottomarina delle Cayman. Due di questi banchi coralligeni (Lighthouse Reef e Glover's Reef) sono lunghi ognuno più di 50 km, anche se parzialmente sommersi.

Carta climatica secondo la classificazione di Köppen.

Parallele a questi banchi sono disposte numerose formazioni insulari, alcune delle quali di notevole estensione, ormai chiamate dagli Inglesi cays, per effetto di una deformazione della voce spagnola cayos. Le isole più grandi sono abitate: si tratta però sempre di isole basse con contorni molto irregolari, spesso profondamente incisi dall'erosione marina. Sono quasi tutte situate dirimpetto alla costa settentrionale: l'isola di Ambergris, che chiude e protegge l'ampia baia di Chetumal dalle rive basse e paludose; gli Hicks Cays, proprio di fronte alla Midwinter Lagoon (Laguna di mezzo inverno) e l'arcipelago roccioso di Turneffe che delimita a sud la fossa marina che si apre davanti a Belize. L'arcipelago di Turneffe è, con tutta evidenza, la cresta di un'antica catena montuosa ormai sommersa dalle acque.
La pianura costiera del Belize a sud del Río Belize è formata da tre sezioni diverse: una esterna, formata da terre basse e acquitrini con mangrovie e giungle tropicali, e larga una decina di chilometri; a questa subentra una fascia di terreni alluvionali che si riversano, con grande quantità di detriti, verso la costa: questa striscia di terre è molto fertile, ma intersecata da ampie venature sabbiose dove la vegetazione è piuttosto scarsa. C'è infine una terza fascia più interna, somigliante a una savana lussureggiante, con palmizi, alberi d'alto fusto e ricchissimo sottobosco tropicale, spesso impenetrabile: essa si trova in posizione leggermente elevata rispetto alla fascia centrale, ma non supera mai i 40 m sul livello del mare; ha però una ampiezza notevole, che può raggiungere anche i 40 km, anche se la media è di appena 15 km. È appunto in questa fascia di terra fertilissima che si concentra quasi tutta la popolazione del Belize che non vive nelle città portuali di Belize City, Punta Gorda, Dangriga o Corozal Town.

## Clima e idrografia
Il clima del Belize è tipicamente subtropicale, con temperature che variano da un minimo di 22 °C a un massimo di 38-40 °C; il clima, quindi, è più caldo che nello stesso Guatemala che si trova più a sud. Questa situazione deriva dal fatto che il Belize è investito in pieno dalla grande corrente marina equatoriale proveniente dal Brasile e dai venti egualmente caldi che si formano al largo della costa sud-americana e che attraversano tutta la zona caraibica, spesso sotto forma di violentissimi tifoni.
Il regime delle precipitazioni è molto alto e supera i 2000 mm annui, distribuiti quasi regolarmente sull'intera fascia costiera e sui rilievi di Cockscomb, dove le precipitazioni raggiungono i 2600 mm l'anno. Le abbondanti piogge alimentano paludi e acquitrini, soprattutto nella parte settentrionale, e una serie di fiumi che attraversano l'intero territorio. I fiumi principali sono l'Hondo (navigabile per ampio tratto), il New River (o Río Nuevo), il Belize e il Sibun nella parte settentrionale del Paese; il Monkey (o Río de Las Monas) e il Sarstún nella parte meridionale.

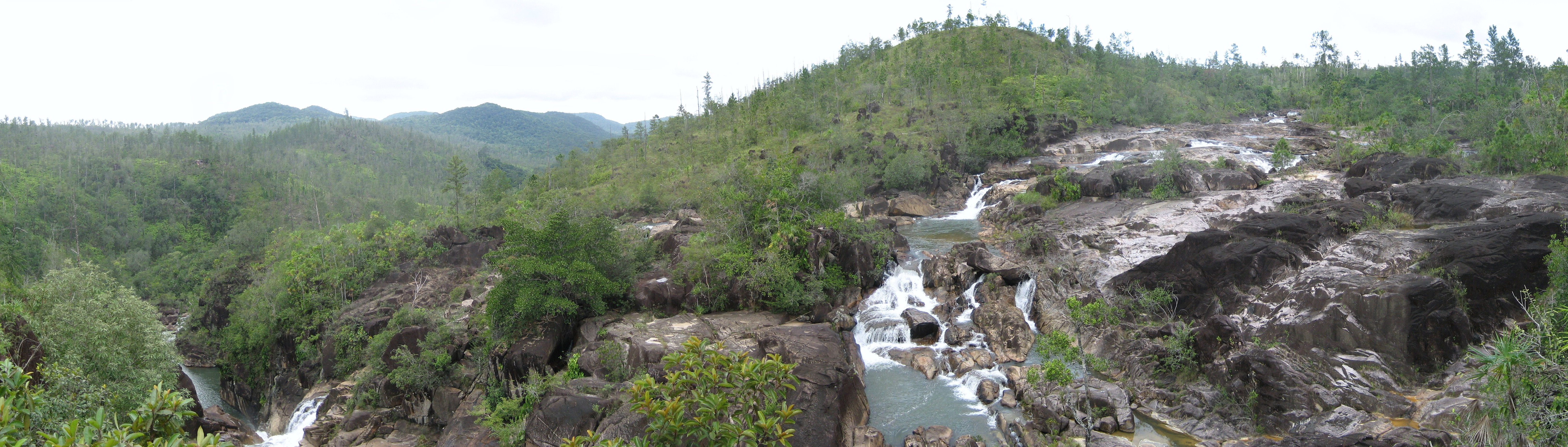
La riserva forestale della Mountain Pine Ridge.

## Flora e fauna
Circa tre quinti del Belize sono ricoperti da foreste. Esistono almeno 50 diverse specie di alberi forestali, tra cui il mogano, la Santa Maria (Calophyllum brasiliense), il cedro e il legno ferro. Nel nord, i terreni calcarei consentono lo sviluppo di foreste decidue e predominano la sapodilla e il mogano. Nel sud la foresta è più alta ed è sempreverde. Sull'altopiano prospera la Santa Maria, anziché il mogano, e su alcuni crinali dell'altopiano crescono querce e pini. I fiumi sono in gran parte delimitati da foreste paludose. Nella pianura costiera meridionale e nell'entroterra di Belize City, la savana aperta è caratterizzata da querce, pini e palme della specie Sabal palmetto. La costa è orlata di alberi di mangrovie. Gli altopiani sono per lo più boscosi e in gran parte disabitati.
Il Belize ospita una fauna molto ricca, che comprende specie come il tapiro, il cervo, il giaguaro, il puma (noto localmente come «tigre rossa»), il coccodrillo americano e il lamantino, oltre a molte specie di tartarughe, testuggini, uccelli, rettili, insetti e pesci. L'erbivoro tapiro di Baird (Tapirus bairdii), colloquialmente chiamato «mucca di montagna» e che può raggiungere il peso di 270 kg, è una specie protetta ed è l'animale nazionale del Paese. All'ombra del Victoria Peak si trova il Cockscomb Basin Wildlife Sanctuary, che copre circa 390 km². Il santuario, istituito nel 1986, ospita la popolazione di giaguari più concentrata al mondo.